# Wolfgang Ulrich Werner

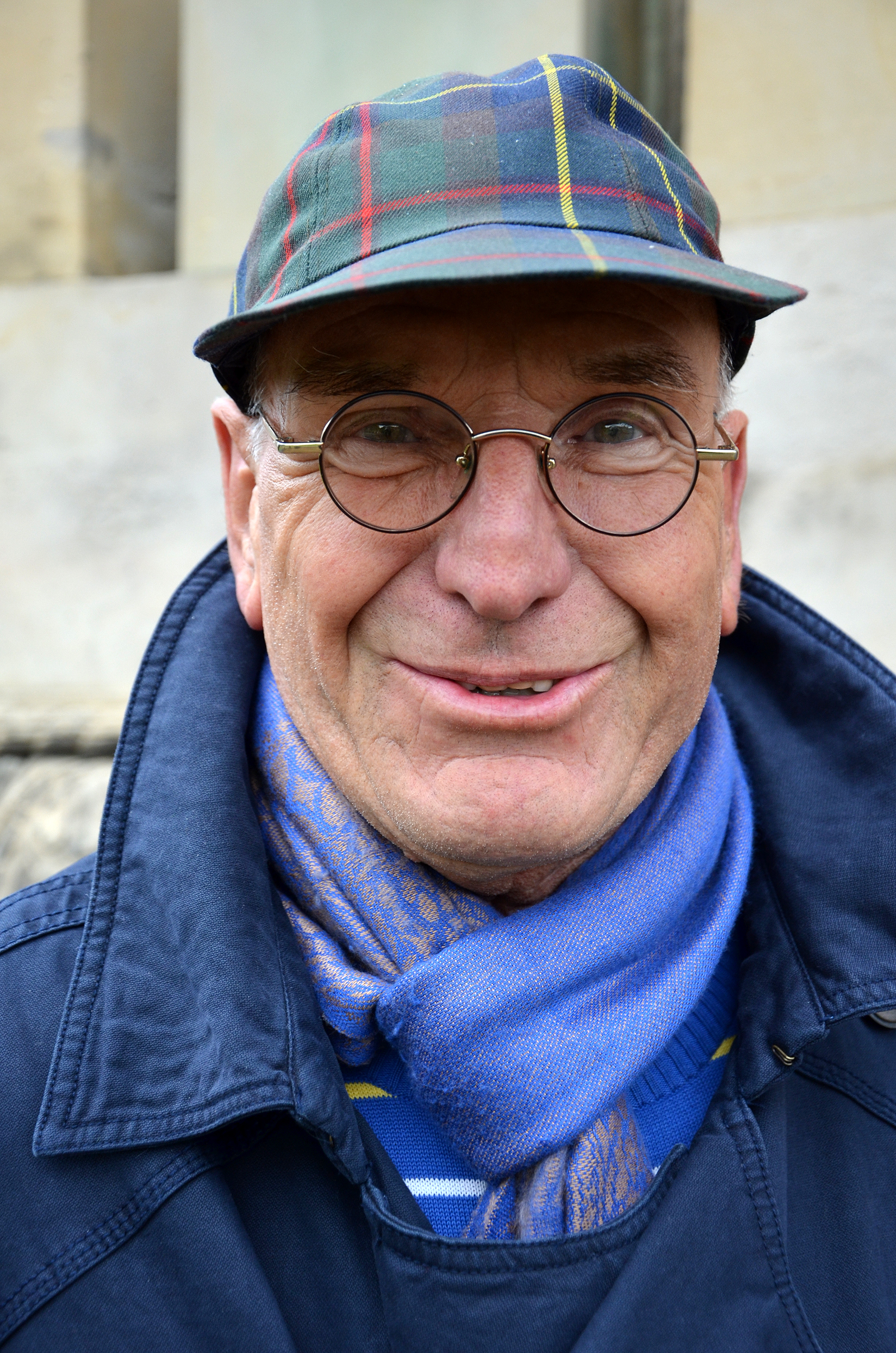
Wolfgang Werner, 2013

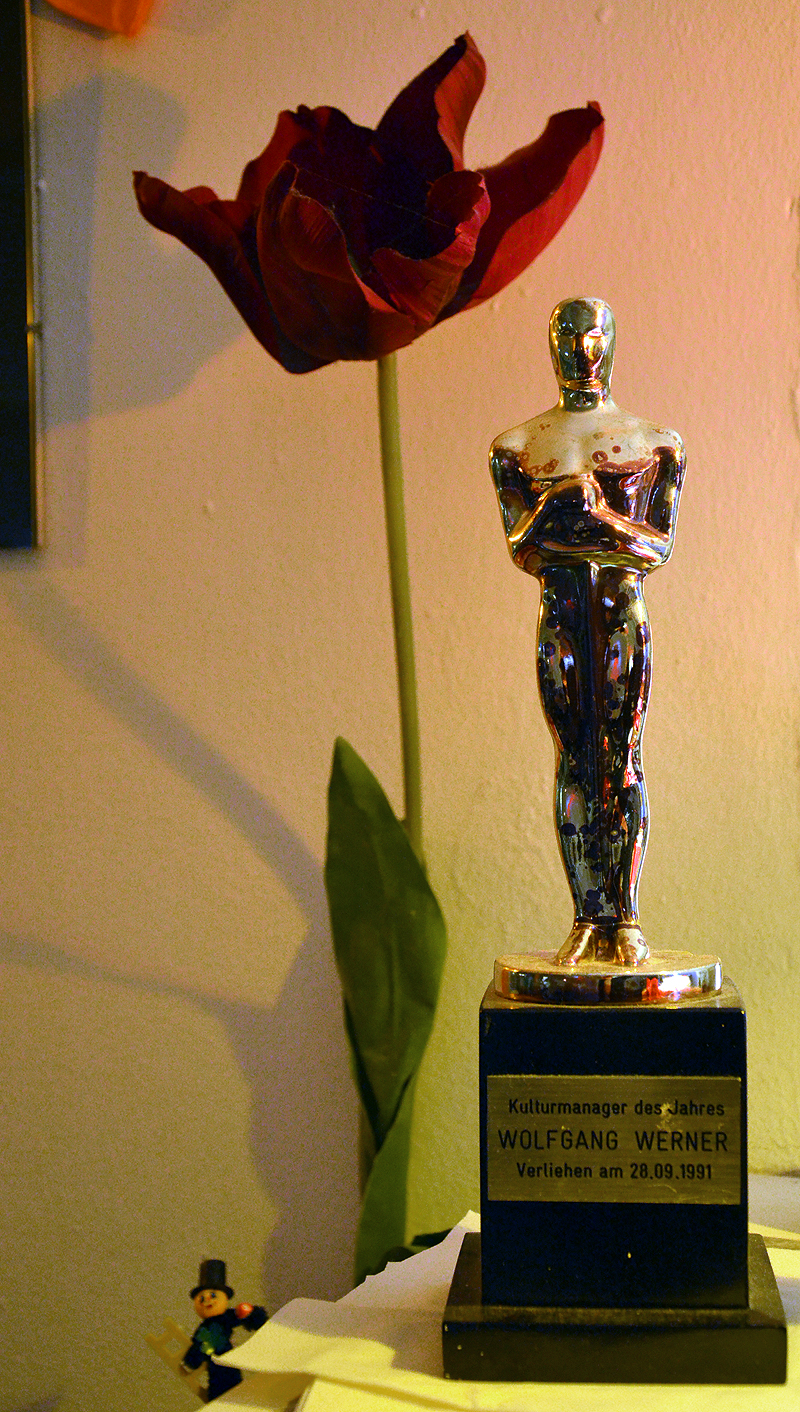
„Kulturmanager des Jahres“;
verliehen am 28. September 1991

Wolfgang Ulrich Werner (* 28. September 1941; † 1. Mai 2022) war ein deutscher ehemaliger Drogist, Kulturarbeiter sowie Theatergründer und -direktor.

## Leben
Wolfgang Ulrich Werner wurde im Zweiten Weltkrieg geboren und wuchs in Hannover auf. Nach seinem Schulabschluss arbeitete er ab 1959 rund zwei Jahrzehnte als Handelsvertreter für Pharmazie- und Drogerieprodukte, bis sein Beruf durch den „Siegeszug der Drogerieketten“ überflüssig wurde. Anfang der 1980er Jahre begann er als Ski- und Segellehrer zu arbeiten und lernte, mit nur noch rund 1000 DM monatlichem Einkommen auszukommen.
1981 kehrte Wolfgang Werner in seine Heimatstadt Hannover zurück, wo er in der Kommandanturstraße im Stadtteil Calenberger Neustadt die Werkstatt-Galerie Calenberg (WGC) eröffnete. Dort betrieb er zunächst eine Werkstatt für Töpferei, Lithografie und andere kunsthandwerkliche Arbeiten. Zudem bot er verschiedene Werkkurse an, ergänzte sein Programm mit Ausstellungen und – nach diversen Theaterworkshops – ersten Bühnenveranstaltungen.
Nachdem verschiedene Freizeitheime jedoch ebenfalls – und teilweise preiswerter – Handwerkskurse anboten, stellte Wolfgang Werner 1983 sein Haus auf einen reinen Theaterbetrieb um. Seitdem traten in der WGC zahlreiche Künstler bereits zu Beginn ihrer Karriere auf, wie beispielsweise Matthias Brodowy, Rüdiger Hoffmann, Alix Dudel oder der Kabarettist Volker Pispers.
Gemeinsam mit befreundeten Künstlern erfand Werner zudem neue Formate wie „die Erzählbühne, bei der eine professionelle Erzählerin und das Publikum selbst zu Wort kommen“, oder das Calenberger Literaturfrühstück, bei dem bekannte Schriftsteller beim Frühstück auftraten. Zudem bot Wolfgang Werner in seiner WGC Live-Hörspiele und öffentliche Coaching-Seminare oder gleich sämtliche Räume zur Anmietung für private Veranstaltungen.

## Schriften
- Wolfgang U. Werner: Ich habe einfach die Tür aufgemacht. Das Abenteuer Werkstatt-Galerie Calenberg. 35 Jahre. Juli 1981–Juli 2016, Engelskirchen: Seh-Sam-Verlag – Edition Sonne, 2016, ISBN 978-3-941806-24-5